# Kopenhagen
Kopenhagen é uma empresa brasileira alimentícia. Mais conhecida pela fabricação e comercialização de chocolates, também fabrica balas e confeitos, oferecendo mais de 300 itens, além de uma linha institucional que personaliza produtos, cestas comemorativas, linhas Páscoa e Natal, entre outros. A Kopenhagen também administra uma rede de franchising para comercialização dos seus produtos.  
Voltada para as classes A e B, a Kopenhagen, fundada em 1928, possui atualmente mais de 226 lojas, que empregam aproximadamente 1.075 funcionários, e lidera o mercado de chocolates finos no Brasil.
No dia 06 de setembro de 2023, o Grupo Nestlé fechou um acordo para comprar o controle do Grupo CRM, de Celso Ricardo de Moraes, que é proprietário das marcas de chocolate Kopenhagen e Brasil Cacau, além da rede de cafeterias Kop Koffe.

## História
Os primeiros passos para a criação da empresa Kopenhagen foram dados na década de 1920, por um casal de letões, David e Anna Kopenhagen, recém chegados ao Brasil. Em 1928 foi aberta sua primeira loja, na cidade de São Paulo. O casal teve duas filhas, Sílvia e Ana. Sílvia se casou com Jack, que foi quem acabou tocando o negócio.
Em 13 de abril de 2009 a empresa anunciou o fechamento da fábrica de Barueri, São Paulo, e a transferência da produção para Extrema, Minas Gerais. Ainda segundo a empresa, os cerca de 600 funcionários da unidade de Barueri poderiam ser demitidos ou transferidos para a nova unidade. A transferência total das unidades do grupo CRM para Extrema estava prevista para o segundo semestre de 2010. O novo complexo fabril foi inaugurado em 31 de agosto daquele ano. Com 31 mil m² de área construída e 100% de operações instaladas, o complexo tem capacidade para produzir 3,5 mil toneladas de chocolates por ano para as marcas Kopenhagen, Brasil Cacau e DanTop. Anteriormente, a produção do grupo era de 2,5 mil toneladas por ano. O investimento feito pelo grupo foi de R$100 milhões.
Em 11 de março de 2014, a empresa suíça Lindt anunciou a formação de uma joint venture com o Grupo CRM, formando assim a sua primeira subsidiária na América do Sul - a Lindt & Sprüngli (Brazil) SA - mediante participação de 51% da Lindt e 49% da CRM.

### Linha do tempo
- David Kopenhagen abandona os estudos de medicina na Europa e decide emigrar para o Brasil.
- Em 1928, o casal Anna e David Kopenhagen, imigrantes provenientes da Letônia, inicia, na cozinha de sua casa, a produção do marzipan, um doce europeu clássico, feito da mistura da amêndoas amargas e açúcar.
- A primeira loja é aberta em 1929, na Rua Miguel Couto, 41, no centro da cidade de São Paulo.
- Na década de 1930, os Kopenhagen compram um enorme terreno, local de encontro da Juventude, usado pelo time de futebol Flor do Itaim. O terreno era numa esquina entre a continuação da Avenida Brigadeiro Luís Antônio, atual rua Joaquim Floriano, com a antiga rua Tapera, depois rua 1932 e, atualmente, rua Bandeira Paulista.
- A fábrica Kopenhagen, propriamente, só é inaugurada em 1943, no bairro do Itaim Bibi, em São Paulo.
- Em 1996, o empresário Celso Ricardo de Moraes[10] compra a Kopenhagen e a transfere para Barueri.